# Нинъюань
Нинъюа́нь (кит. упр. 宁远, пиньинь Níngyuǎn) — уезд городского округа Юнчжоу провинции Хунань (КНР).

## История
Во времена империи Хань в этих местах находились уезды Индао (营道县) и Лэндао (泠道县). В эпоху Троецарствия, когда эти земли находились в составе царства У, был образован ещё и уезд Чунлин (舂陵县).
После образования империи Суй уезды Чунлин и Лэндао были в 589 году присоединены к уезду Индао. В 617 году уезд Индао был переименован в Лянсин (梁兴县), а после смены империи Суй на империю Тан он был в 621 году переименован в Тансин (唐兴县). В 705 году он был переименован в Ушэн (武盛县), в 724 году сначала ему было возвращено название Тансин, а затем он был переименован в Яньтан (延唐县). В эпоху Поздней Тан уезд был в 942 году переименован в Яньси (延熹县), а при империи Сун получил в 965 году название Нинъюань.
После образования КНР в 1949 году был создан Специальный район Юнчжоу (永州专区), и уезд вошёл в его состав. В мае 1950 года Специальный район Юнчжоу был переименован в Специальный район Линлин (零陵专区).
В октябре 1952 года Специальный район Линлин был расформирован, и уезд перешёл в состав новой структуры — Сяннаньского административного района (湘南行政区). В 1954 году Сяннаньский административный район был упразднён, и уезд вошёл в состав Специального района Хэнъян (衡阳专区).
В декабре 1962 года был воссоздан Специальный район Линлин, и уезд вернулся в его состав.
В 1968 году Специальный район Линлин был переименован в Округ Линлин (零陵地区).
Постановлением Госсовета КНР от 21 ноября 1995 года округ Линлин был преобразован в городской округ Юнчжоу.

## Административное деление
Уезд делится на 4 уличных комитета, 12 посёлков и 4 национальные волости.